# Diocèse de Prato
Pour les articles homonymes, voir Prato (homonymie).
Le diocèse de Prato (en latin : Diœcesis Pratensis ; en italien : Diocesi di Prato) est un diocèse de l'Église catholique en Italie, suffragant de l'archidiocèse de Florence et appartenant à la région ecclésiastique de Toscane.

## Territoire
Le diocèse est situé sur la province de Prato. Son territoire est d'une superficie de 290 km2 divisé en 85 paroisses regroupées en 7 archidiaconés. L'évêché est à Prato avec la cathédrale saint Étienne ; dans la même ville se trouve deux basiliques mineures : Santa Maria delle Carceri et Saints Vincent et Catherine de Ricci (it) qui conserve la châsse de sainte Catherine de Ricci.

## Histoire
L' église paroissiale de Santo Stefano di Prato est documentée pour la première fois au Xe siècle, bien que son origine soit probablement antérieure. Au début du XVe siècle, à la demande de la seigneurie de Florence, des négociations sont engagées en vue de l'érection d'un diocèse à Prato, avec le consentement d'Alexandre V, mais la mort du pape empêche la publication de la bulle. Le pape Pie II, par la bulle Etsi cunctae du 5 septembre 1463, érige la collégiale de Santo Stefano en prélature territoriale immédiatement soumis au Saint-Siège et donc totalement indépendante de la juridiction des évêques de Pistoia. En raison de nouveaux conflits avec Pistoia, l'exemption est confirmée par le pape Paul III en 1543. La prélature est confiée à de hautes personnalités, en particulier à la maison de Médicis, parmi lesquelles se trouvent deux futurs papes, Léon X et Léon XI, trois cardinaux et un grand-duc de Toscane.
Le 22 septembre 1653, le pape Innocent X érige le diocèse de Prado par la bulle Redemptoris nostra et l'unit aeque principaliter avec le diocèse de Pistoia qui devient suffragant de l'archidiocèse de Florence. En fait, à l'origine et jusqu'à la fin du XIXe siècle, le diocèse ne comprend que les paroisses situées intra-muros. Malgré l'étroitesse des frontières, Mgr Gherardi érige en 1682 le séminaire à Prato avant de l'installer à Pistoia où les évêques ont leur résidence habituelle. Le séminaire de Prato forme une élite de prêtres qui se distingue de manière particulière au XIXe siècle puisque beaucoup obtiennent des charges épiscopales dans les diocèses de Toscane.
En septembre 1916, le diocèse de Prato est agrandi par décret ex officio divinitus de la congrégation pour les évêques avec l'incorporation de 27 paroisses du diocèse de Pistoia et de l'archidiocèse de Florence. Avec ces changements, le diocèse se voit attribuer une juridiction ecclésiastique sur l’ensemble du territoire municipal de Prato, qui comprend également à l’époque le territoire de Vaiano, devenu municipalité autonome en 1949. Prato a pour la première fois son propre évêque résidant, Pietro Fiordelli, avec la séparation définitive de Pistoia, qui a lieu le 25 janvier 1954 avec la bulle Clerus populusque du pape Pie XII. En octobre 1975, le diocèse s'agrandit en incorporant 12 paroisses des municipalités de Cantagallo et de Vernio du diocèse de Pistoia. 